# Rhum (clown)
Pour l’article homonyme, voir Rhum.
Rhum, de son vrai nom Henri Sprocani, est un artiste de cirque, né en 1904 à Berlin et mort en octobre 1953 à Paris. Clown auguste réputé pour son maquillage minimaliste et la qualité de son jeu, notamment le mime, il est réputé pour être l'un des plus grands augustes de l'histoire et avoir influencé ce rôle dans la seconde moitié du XXe siècle. Figure du cirque Medrano et fréquemment partenaire du clown blanc Pipo, il a également joué avec les Dario-Bario et fait des apparitions dans des films de Jacques Tati.

## Biographie
Henri Sprocani est né en 1904 à Berlin dans une famille d'artistes de cirque. Sa mère est une écuyère issue de la famille Prati tandis que son père commence sa carrière en tant qu'acrobate puis devient clown auguste avec l'âge (à l'instar de nombreux clowns de l'époque).
Le jeune Sprocani suit les traces de son père et commence une carrière d'acrobate. Toutefois, après une mauvaise chute en 1926, les médecins lui conseillent d'abandonner cette discipline pour préserver sa santé. En compagnie de son frère aîné Raphaël, il se tourne vers la clownerie : son frère prenant le rôle de clown blanc tandis que lui se charge du personnage de l'auguste. Comme il est fréquent dans le milieu circassien de l'époque, les deux frères héritent des noms de scènes de leurs prédécesseurs. Henri Sprocani devient alors Rhum et son frère, Kirsch.
Les deux frères jouent ensemble quelque temps, s'inspirant des clowns à succès de l'époque, notamment Bario pour Rhum. Lors d'une représentation au cirque royal de Bruxelles, ils sont repérés par les « Dario Bario » qui cherchent un clown auguste. Rhum accepte leur proposition et devient le contre-pitre du trio. Les compétences d'Henri Sprocani dans les différents arts du cirque ainsi que son talent comique et son imagination lui permettent d'introduire un jeu fin et décalé, en opposition avec l'auguste bourru et éméché joué par Bario.
Sûr de ses capacités et profitant de la confiance du directeur du cirque qui voit en lui un futur grand auguste, Henri Sprocani prend la décision risquée de quitter les Bario et leur trio bien rôdé pour fonder son propre duo. Il propose alors au clown blanc Despard-Plège, qu'il a rencontré à Bruxelles quelque temps auparavant, de remplacer son frère Kirsch dans un duo.
En 1931, il est repéré par Jérôme Medrano qui décide de l'embaucher dans son cirque parisien. Durant ces premières années, Henri Sprocani s'associe notamment au clown Charles Manetti et perfectionne des entrées classiques pour en faire des références. Hamlet, Les assiettes ou Les tapissiers deviennent ainsi des incontournables.
À partir des années 1940, Rhum continue d'apparaître dans les productions du cirque Medrano (Le fils de Buffalo Bill, Chesterfolies 43 et 44) mais s'exporte également vers des cirques étrangers (Mikkenie, Van Bever). Surtout, c'est à partir de cette période qu'il commence son association avec le clown blanc Pipo. Le duo rencontre un grand succès et réalisé plusieurs tournées à l'affiche de grands cirques européens comme Bouglione ou Knie.

« Pipo fut son partenaire idéal parce que Pipo lui imposait son autorité, mais toujours avec bienveillance. »

— Dominique Mauclair
Jouissant d'une grande réputation, Rhum a eu l'occasion de jouer avec de nombreux noms célèbres parmi les clowns tels que les Dario-Bario, Porto ou Loriot.
Ses qualités de mime lui permettent d'être remarqué par l'industrie cinématographique de l'époque. Il participe à plusieurs courts métrages à partir du milieu des années 1930. Lié d'amitié à Jacques Tati, il tourne quelques films avec celui-ci, notamment Gai Dimanche dans lequel les deux hommes jouent en duo.

## Art clownesque

### Style
Le personnage de Rhum est un clown auguste. Associé en duo à un clown blanc qui représente l'autorité et assure la direction du jeu, l'auguste doit amener une force comique par l'intermédiaire de facéties et de bêtises.
Sur le plan technique, Henri Sprocani a construit son personnage avec une grande économie de moyen, symbolisé par le très faible maquillage qui caractérisait Rhum : simplement le bout du nez maquillé de rouge. Conjugué à sa taille plutôt petite, Rhum apparaissait donc aux yeux du public comme un personnage parfaitement ordinaire. Réputé pour la finesse de son jeu et de son mime, le personnage s'imposait aux spectateurs par une construction progressive.
Pour Henri Sprocani, l'improvisation est un élément fondamental du comique des clowns. Il explique ainsi dans une interview en 1944 que sa réussite avec son partenaire Pipo est la conséquence de leur bonne entente qui engendre des réactions immédiates cohérentes entre eux.

### Réception critique et postérité
De nombreux artistes du cirque et du spectacle, comme Jacques Tati ou Sacha Guitry, ainsi que des historiens du cirque, comme Tristan Rémy, ont salué le personnage Rhum incarné par Henri Sprocano,. Il est considéré comme l'un des plus grands clowns de l'histoire et a influencé profondément les clowns de la seconde moitié du XXe siècle.

« Jamais un clown ne m’a jamais autant touché. Avec des moyens relativement discrets (absence total de maquillage, silhouette normale d’un homme ordinaire), Rhum imposait par petites touches son personnage. Charlie Chaplin se révoltait contre la misère, Rhum semblait subir la médiocrité du monde et pourtant, alors qu’il allait en être la victime, il retournait chaque situation par une pirouette. Rhum était au-dessus de la médiocrité, il la survolait. Rhum était un clown lunaire, alors que Zavatta était un clown solaire. »

— Dominique Mauclair

## Filmographie
- 1934 : On demande une brute de Charles Barrois (court métrage)
- 1935 : Gai Dimanche de Jacques Tati et Jacques Berr (court métrage)
- 1935 : À la manière de... de Paul Laborde (moyen métrage)
- 1936 : Soigne ton gauche de René Clément (court métrage)
- 1951 : Attention aux pingouins de Jean Masson (court métrage)